# Qualificazioni al campionato europeo maschile under 21 di calcio 1990

## Gruppi di qualificazione

### Gruppo 1
| Squadre | Squadre   | P | V | N | P | F  | S  | Pt |
| ------- | --------- | - | - | - | - | -- | -- | -- |
| 1       | Bulgaria  | 6 | 5 | 0 | 1 | 16 | 4  | 10 |
| 2       | Romania   | 6 | 3 | 0 | 3 | 8  | 7  | 6  |
| 3       | Danimarca | 6 | 2 | 1 | 3 | 9  | 14 | 5  |
| 4       | Grecia    | 6 | 1 | 1 | 4 | 3  | 11 | 3  |

| - Bulgaria 2-1 Romania - Grecia 2-2 Danimarca - Romania 2-0 Grecia - Danimarca 1-3 Bulgaria - Bulgaria 6-0 Danimarca - Grecia 1-0 Romania | - Romania 2-1 Bulgaria - Danimarca 3-0 Grecia - Bulgaria 2-0 Grecia - Danimarca 1-2 Romania - Romania 1-2 Danimarca - Grecia 0-2 Bulgaria |

### Gruppo 2
| Squadre | Squadre     | P | V | N | P | F  | S  | Pt |
| ------- | ----------- | - | - | - | - | -- | -- | -- |
| 1       | Svezia      | 6 | 4 | 2 | 0 | 10 | 2  | 10 |
| 2       | Inghilterra | 6 | 4 | 1 | 1 | 10 | 5  | 9  |
| 3       | Polonia     | 6 | 1 | 2 | 3 | 4  | 10 | 4  |
| 4       | Albania     | 6 | 0 | 1 | 5 | 1  | 8  | 1  |

| - Polonia 0-0 Albania - Inghilterra 1-1 Svezia - Albania 0-2 Svezia - Albania 1-2 Inghilterra - Inghilterra 2-0 Albania - Svezia 4-0 Polonia | - Inghilterra 2-1 Polonia - Svezia 1-0 Inghilterra - Svezia 1-0 Albania - Polonia 1-3 Inghilterra - Polonia 1-1 Svezia - Albania 0-1 Polonia |

### Gruppo 3
| Squadre | Squadre          | P | V | N | P | F  | S  | Pt |
| ------- | ---------------- | - | - | - | - | -- | -- | -- |
| 1       | Unione Sovietica | 6 | 4 | 1 | 1 | 12 | 5  | 9  |
| 2       | Germania Est     | 6 | 3 | 1 | 2 | 8  | 6  | 7  |
| 3       | Austria          | 6 | 1 | 2 | 3 | 6  | 8  | 4  |
| 4       | Turchia          | 6 | 1 | 2 | 3 | 4  | 11 | 4  |

| - URSS 2-2 Austria - Austria 3-0 Turchia - Turchia 3-2 Germania Est - Germania Est 0-0 Turchia - URSS 1-0 Germania Est - Turchia 0-3 URSS | - Germania Est 2-0 Austria - Austria 0-2 URSS - Germania Est 3-2 URSS - Turchia 1-1 Austria - URSS 2-0 Turchia - Austria 0-1 Germania Est |

### Gruppo 4
| Squadre | Squadre        | P | V | N | P | F  | S  | Pt |
| ------- | -------------- | - | - | - | - | -- | -- | -- |
| 1       | Germania Ovest | 6 | 4 | 2 | 0 | 10 | 2  | 10 |
| 2       | Islanda        | 6 | 2 | 3 | 1 | 11 | 7  | 7  |
| 3       | Paesi Bassi    | 6 | 1 | 2 | 3 | 6  | 9  | 4  |
| 4       | Finlandia      | 6 | 1 | 1 | 4 | 4  | 13 | 3  |

| - Finlandia 0-3 Germania Ovest - Islanda 1-1 Paesi Bassi - Finlandia 2-1 Islanda - Germania Ovest 2-0 Paesi Bassi - Paesi Bassi 0-1 Germania Ovest - Finlandia 1-1 Paesi Bassi | - Islanda 1-1 Germania Ovest - Islanda 4-0 Finlandia - Germania Ovest 2-0 Finlandia - Paesi Bassi 2-3 Islanda - Germania Ovest 1-1 Islanda - Paesi Bassi 2-1 Finlandia |

### Gruppo 5
| Squadre | Squadre    | P | V | N | P | F  | S  | Pt |
| ------- | ---------- | - | - | - | - | -- | -- | -- |
| 1       | Jugoslavia | 6 | 4 | 1 | 1 | 10 | 4  | 9  |
| 2       | Francia    | 6 | 3 | 2 | 1 | 11 | 7  | 8  |
| 3       | Norvegia   | 6 | 1 | 2 | 3 | 3  | 7  | 4  |
| 4       | Scozia     | 6 | 1 | 1 | 4 | 7  | 13 | 3  |

| - Norvegia 1-1 Scozia - Francia 2-0 Norvegia - Scozia 0-2 Jugoslavia - Jugoslavia 2-2 Francia - Scozia 2-3 Francia - Francia 0-1 Jugoslavia | - Norvegia 0-1 Jugoslavia - Jugoslavia 4-1 Scozia - Norvegia 1-1 Francia - Jugoslavia 0-1 Norvegia - Francia 3-1 Scozia - Scozia 2-0 Norvegia |

### Gruppo 6
| Squadre | Squadre  | P | V | N | P | F | S | Pt |
| ------- | -------- | - | - | - | - | - | - | -- |
| 1       | Spagna   | 4 | 3 | 0 | 1 | 3 | 1 | 6  |
| 2       | Ungheria | 4 | 2 | 1 | 1 | 2 | 1 | 5  |
| 3       | Cipro    | 4 | 0 | 1 | 3 | 0 | 3 | 1  |

| - Cipro 0-0 Ungheria - Cipro 0-1 Spagna - Ungheria 1-0 Cipro | - Spagna 1-0 Cipro - Ungheria 1-0 Spagna - Spagna 1-0 Ungheria |

### Gruppo 7
| Squadre | Squadre        | P | V | N | P | F  | S  | Pt |
| ------- | -------------- | - | - | - | - | -- | -- | -- |
| 1       | Cecoslovacchia | 6 | 3 | 2 | 1 | 10 | 5  | 8  |
| 2       | Belgio         | 6 | 2 | 4 | 0 | 7  | 3  | 8  |
| 3       | Portogallo     | 6 | 2 | 2 | 2 | 6  | 6  | 6  |
| 4       | Lussemburgo    | 6 | 0 | 2 | 4 | 1  | 10 | 2  |

| - Cecoslovacchia 0-3 Belgio - Portogallo 1-1 Belgio - Cecoslovacchia 4-0 Lussemburgo - Portogallo 1-0 Lussemburgo - Belgio 1-1 Cecoslovacchia - Lussemburgo 0-0 Belgio | - Belgio 1-1 Portogallo - Cecoslovacchia 1-0 Portogallo - Lussemburgo 0-3 Portogallo - Belgio 1-0 Lussemburgo - Portogallo 0-3 Cecoslovacchia - Lussemburgo. 1-1 Cecoslovacchia |

### Gruppo 8
| Squadre | Squadre    | P | V | N | P | F | S  | Pt |
| ------- | ---------- | - | - | - | - | - | -- | -- |
| 1       | Italia     | 4 | 3 | 1 | 0 | 5 | 0  | 7  |
| 2       | Svizzera   | 4 | 2 | 1 | 1 | 8 | 1  | 5  |
| 3       | San Marino | 4 | 0 | 0 | 4 | 0 | 12 | 0  |

| - Svizzera 0-0 Italia - San Marino 0-5 Svizzera - San Marino 0-2 Italia | - Italia 1-0 Svizzera - Svizzera 3-0 San Marino - Italia 2-0 San Marino |